# Icones Plantarum Indiae Orientalis
Icones Plantarum Indiae Orientalis (abreviado Icon. Pl. Ind. Orient.) es un libro ilustrado con descripciones botánicas que fue escrito por el cirujano y botánico escocés, que permaneció 30 años en la India, Robert Wight. Fue publicado en seis volúmenes en los años 1838-1853.